# Capraita flavida
Capraita flavida är en skalbaggsart som först beskrevs av Horn 1889.  Capraita flavida ingår i släktet Capraita och familjen bladbaggar. Inga underarter finns listade i Catalogue of Life.